# Северный регион Нигерии
Северный регион Нигерии (англ. Northern Region) — упразднённый автономный регион Нигерии, отчетливо отличающийся от южной части страны, с независимыми таможнями, внешними отношениями и структурами безопасности. В 1962 году она приобрела территорию Северного Камеруна, который проголосовал за то, чтобы стать провинцией в составе Северной Нигерии.
В 1967 году Северная Нигерия была разделена на Северо-Восточный штат, Северо-Западный штат, штат Кано, штат Кадуна, штат Квара и штат Бенуэ, каждый со своим губернатором.

## История

### Доисторические времена

#### Ареал культуры Нок
Культура Нок ― древняя культура, доминирующая на большей части того, что сейчас является Северной Нигерией в доисторические времена. Её наследие в виде терракотовых статуй и мегалитов были обнаружены в Сокото, Кано, Бирнин-Кебби, Ноке и Зарии. Некоторые полагают, что культура Кватаркваши, вариант культуры Нок, сосредоточенный в основном вокруг Замфары в провинции Сокото, является той же культурой или ответвлением культуры Нок.

### Четырнадцать королевств
Четырнадцать королевств объединили разнообразные знания и наследие Северной Нигерии в единую этноисторическую систему. Семь из этих королевств развились из наследия народа хауса Кабара. В IX веке, когда в Центральном Судане медленно развивались оживленные места для торговли, конкурирующие с Канем-Борну и Мали, произошло слияние нескольких королевств — королевства хауса или хауса-бакваи — которые доминировали на великих равнинах саванны Хаусаленда. Их основными экспортными товарами были кожа, золото, ткани, соль, орехи кола, шкуры животных и хна.
Семь государств хауса включали:
- Даура, ? — 1806
- Кано, 998—1807
- Кацина, ок. 1400—1805
- Заззау (Зария), ок. 1200—1808
- Гобир, ? — 1808
- Рано
- Бирам, ок. 1100—1805

Рост и завоевание хауса-бакваи привели к основанию иных государств с правителями, ведущими свою родословную от детей основателя хауса, Баяджидды. Таким образом, их называют Банза-бакваи, что означает «Семь незаконнорожденных». Банза-бакваи переняли многие обычаи у хауса-бакваи, но не-хауса считали их ми королевствами без своей культуры. Эти штаты включают:
- Замфара
- Кебби
- Яури
- Гбари (также называемый Гбариленд)
- Кварарафа (штат Джукун)
- Нупе, в основном, где в настоящее время называется штатом Нигер

### Государства хауса
Между 500 и 700 годами народ хауса, который, как считается, медленно переселился из Нубии и смешался с местным северным населением, основал ряд сильных государств на территории, которая сейчас является Северной Нигерией и Восточным Нигером. С упадком Сокото, которое ранее контролировало Центральную и Северную Нигерию между 800 г. до н. э. и 200 г. до н. э., хауса смогли стать новой силой в регионе. Они тесно связаны с народом канури из Канем-Борну (озеро Чад), Биром, Гбари, Нупе и Джукун.
Аристократия хауса под влиянием империи Мали приняла ислам в XI веке. К XII веку хауса стали одной из главных держав Африки. Архитектура хауса, возможно, одна из наименее известных, но самых красивых в средневековье. Многие из их ранних мечетей и дворцов яркие и красочные и часто включают сложную гравировку или сложные символы, нанесенные на фасад. К 1500 году хауса использовали модифицированный арабский шрифт, известный как аджам, для записи своего собственного языка; хауса составили несколько письменных историй, самой популярной из которых является «Хроника Кано».

### Империя Фулани и империя Борну
Усман дан Фодио, революционер XVIII века и социальный, религиозный и политический реформатор, наконец, объединил семь государств хауса с недавно созданными провинциями в халифат Сокото. Халифат Сокото находился под общей властью Командующего правоверными. При дан Фодио империя была разделена на две территории, каждая из которых контролировалась назначенным визирем. Каждая из территорий была далее разделена на автономные эмираты под властью в основном наследственных местных эмиров. Империя Борну была первоначально поглощена Сокотским халифатом Усмана дана Фодио, но через несколько лет отделилась.

### Колонизация
Изначально британское участие в Северной Нигерии было в основном связано с торговлей и вращалось вокруг расширения Королевской Нигерской компании, внутренние территории которой простирались на север от места соединения рек Нигер и Бенуэ в Локодже, на холме Маунт-Патти. Территория Королевской Нигерской компании не представляла прямой угрозы для халифата Сокото или многочисленных штатов Северной Нигерии. Это изменилось, когда Фредерик Лугард и Таубман Голди разработали амбициозный план по умиротворению внутренних районов Нигера и объединению их с остальной частью Британской империи.

### История протектората Северной Нигерии
Протекторат Северной Нигерии был провозглашен в Иде Фредериком Лугардом 1 января 1897 года. Основой протектората стал Берлинский договор 1885 года, который в целом предоставил Северную Нигерию британской сфере влияния на основе их существующих протекторатов в Южной Нигерии. Вскоре последовали военные действия с могущественным халифатом Сокото. Эмираты Контагора и Илорин были первыми, завоеванными британцами. В феврале 1903 года был захвачен большой форт Кано, резиденция эмирата Кано, Сокото и большая часть его халифата вскоре капитулировали.
13 марта 1903 года халифаты уступили требованиям Лугарда и провозгласила королеву Викторию сюзереном халифата и всех его земель.
Губернатор Лугард, имея ограниченные ресурсы, контролировал регион с согласия местных правителей посредством политики косвенного правления, которую он развил в сложную политическую теорию. Географическая область, включенная в Протекторат Северной Нигерии, включала земли Окун-Йоруба Кабба, Огиди, Иджуму, Гбеде, Ягба, а также земли Эбира, земли Игала, объединённые в провинцию Кабба. Области Ифелодун, Оффа, Омуаран, Ифелодун и Иреподун, также йоруба, были объединены в провинцию Илорин. Лугард покинул протекторат через несколько лет, работая в Гонконге, но в конечном итоге вернулся на работу в Нигерию, где в 1914 году он добился слияния Протектората Северной Нигерии с Южной Нигерией, создав Колонию и Протекторат Нигерии.
Однако агитация за независимость от радикально отличающегося Южного Протектората привела к грозному расколу в 1940-х годах. Конституция Ричардса, провозглашенная в 1945 году, предоставила Северу подавляющую автономию, в том числе в областях внешних сношений и таможенной политики.
Протекторат Северной Нигерии был создан британской колониальной администрацией в 1900 году, ознаменовав значительную главу в колониальной истории Нигерии. Это образование охватывало преимущественно мусульманские и доминирующие хауса-фулани регионы севера, в отличие от южных территорий, находящихся под прямым британским правлением. Британцы стремились консолидировать контроль над различными регионами Нигерии, используя косвенное управление через традиционных правителей хауса и эмиров. Эта стратегия была направлена на поддержание стабильности при извлечении ресурсов для британских интересов. Протекторат Северной Нигерии развивался посредством административных реформ и столкнулся с такими проблемами, как сопротивление колониальному правлению и социально-экономические преобразования.

### Независимость
Северная Нигерия получила самоуправление 15 марта 1957 года с Ахмаду Белло в качестве её первого премьер-министра. Северный народный конгресс под руководством Белло доминировал в парламенте, в то время как Северный элементный прогрессивный союз стал главной оппозиционной партией.
В 1967 году Северная Нигерия была упразднена путем разделения.

## Правительство, гражданское образование и политика

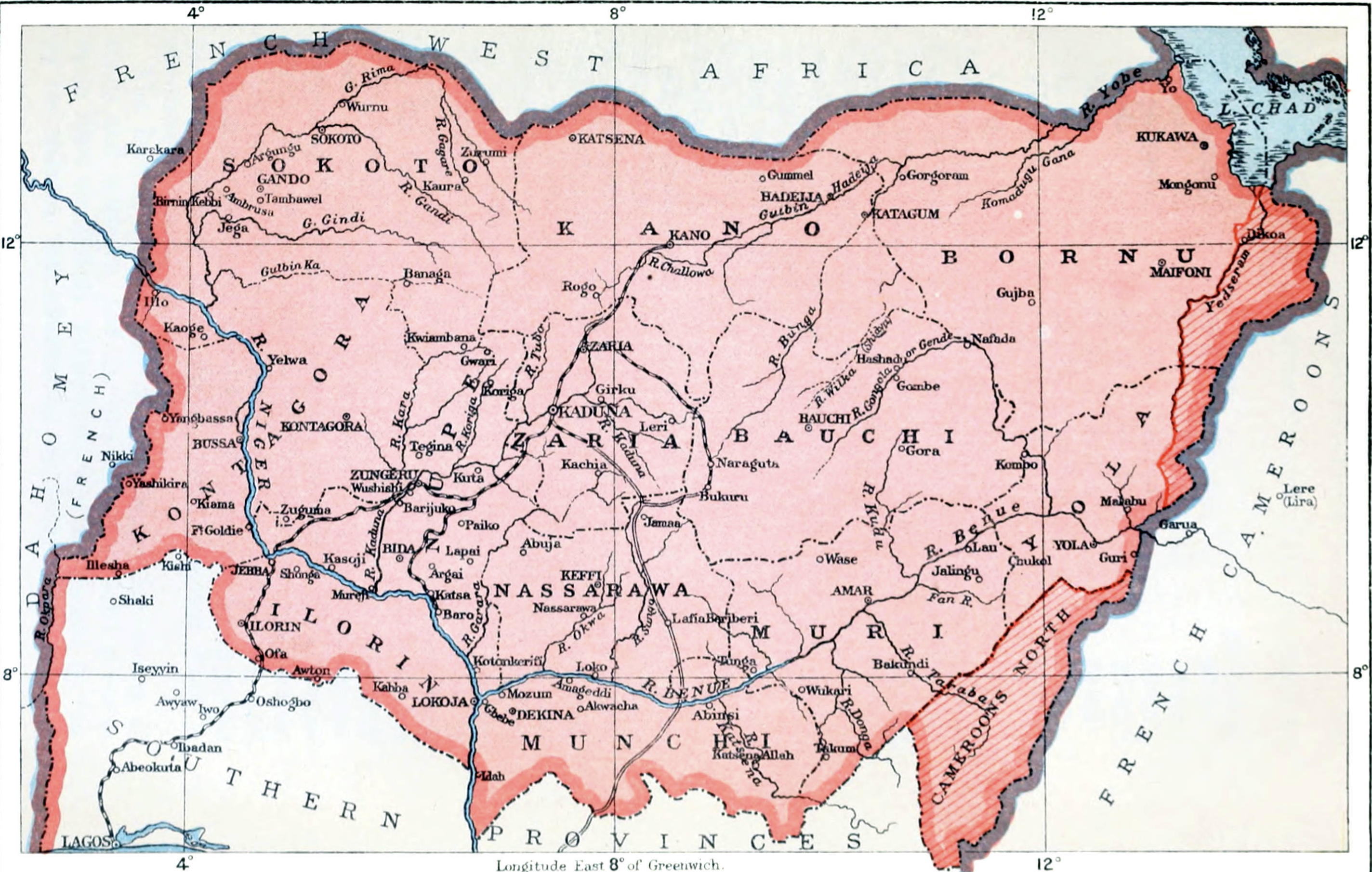
Карта региона 1922 года с указанием провинций

Правительство Северной Нигерии было создано по образцу Вестминстерской системы. Премьер-министр исполнял обязанности главы правительства и руководил повседневными делами правительства, в то время как губернатор Северной Нигерии исполнял обязанности вице-короля и главнокомандующего констеблей.
Нижняя палата парламента, называемая Палатой собрания, состояла из избранных представителей различных провинций страны. Верхняя палата парламента, называемая Палатой вождей, была похожа на британскую Палату лордов, состоящую из невыборных эмиров различных советов коренных народов провинций страны.
В 1967 году федеральное военное правительство генерала Якубу Говона разделило четыре региона, которые до этого составляли Федерацию Нигерии, создав двенадцать новых штатов. Северная Нигерия была разделена на Северо-Восточный штат, Северо-Западный штат, штат Кано, штат Кадуна, штат Квара и штат Бенуэ-Плато, каждый со своим губернатором и правительством.

### Губернатор
Верховный комиссар или губернатор Северной Нигерии (первоначально Верховный комиссар протектората Северной Нигерии, после 1914 года вице-губернатор, главный комиссар или генерал-губернатор северных провинций Нигерии), был фактически вице-королем Северной Нигерии, осуществляя британский сюзеренитет в качестве представителя короны.
Должность верховного комиссара была впервые учреждена 1 января 1897 года указом королевы Виктории. После ухода британцев в 1960 году губернатор продолжал назначаться до 1967 года в качестве представителя новой администрации в Лагосе.
Губернатор руководил всеми церемониальными функциями и назначал членов верхней законодательной палаты страны, Палаты вождей Северной Нигерии.

## География
Самая высокая точка Северной Нигерии — Чаппал-Вадди высотой 2419 м, которая расположена в штате Тараба. Главные реки — Нигер и Бенуэ, которые сходятся в провинции Кабба, откуда текут на юг, в конечном итоге впадая в Атлантический океан.
Обширные долины рек Нигер и Бенуэ доминируют в южных районах региона. К юго-востоку от реки Бенуэ холмы и горы, которые образуют плато Мамбилла, создают самое высокое плато в Северной Нигерии высотой 1350 над уровнем моря. Это плато простирается до границы с Камеруном, эта горная местность является частью нагорья Баменда в Камеруне.
Большой пояс саванн Великих равнин Хаусаленда доминирует над большей частью остальной части провинции. В этом регионе выпадает от 508 до 1524 мм осадков в год. Три категории зоны саванн — это лесосаванн Гвинеи, саванна Судана и саванна Сахеля. Гвинейская лесосаванна представляет собой равнины с высокой травой, которые прерываются деревьями. Суданская саванна похожа, но с более короткими травами и более короткими деревьями. Саванна Сахеля состоит из участков травы и песка, которые находятся на северо-востоке. В регионе Сахеля осадков выпадает менее 508 мм в год, и пустыня Сахара наступает. В сухом северо-восточном углу страны находится озеро Чад, которое Северная Нигерия делит с Нигером, Чадом и Камеруном.

## Внутреннее деление
Северная Нигерия разделена на тринадцать провинций:
- Баучи
- Бенуэ
- Борно
- Кано
- Кацина
- Плато
- Кадуна
- Нигер
- Адамава
- Зария
- Сокото
- Кабба
- Илорин

Кано, крупнейшая из провинций по численности населения, находится в северо-центральной части страны. Коренное правительство Кано, ответвление эмирата фула Кано, унаследовало древние торговые отрасли, которые подпитывали транссахарскую торговлю с Северной Африкой.